# Bourg-la-Reine
 Bourg-la-Reine  es una comuna (municipio) de Francia, en la región de Isla de Francia, departamento de Altos del Sena, capital del distrito de Antony. Es cabecera de cantón.
Su población en el censo de 1999 era de 18.251 habitantes.
Está integrada en la Communauté d’agglomération des Hauts de Bièvre.
Es el lugar de nacimiento del matemático francés Évariste Galois.

## Enlaces externos

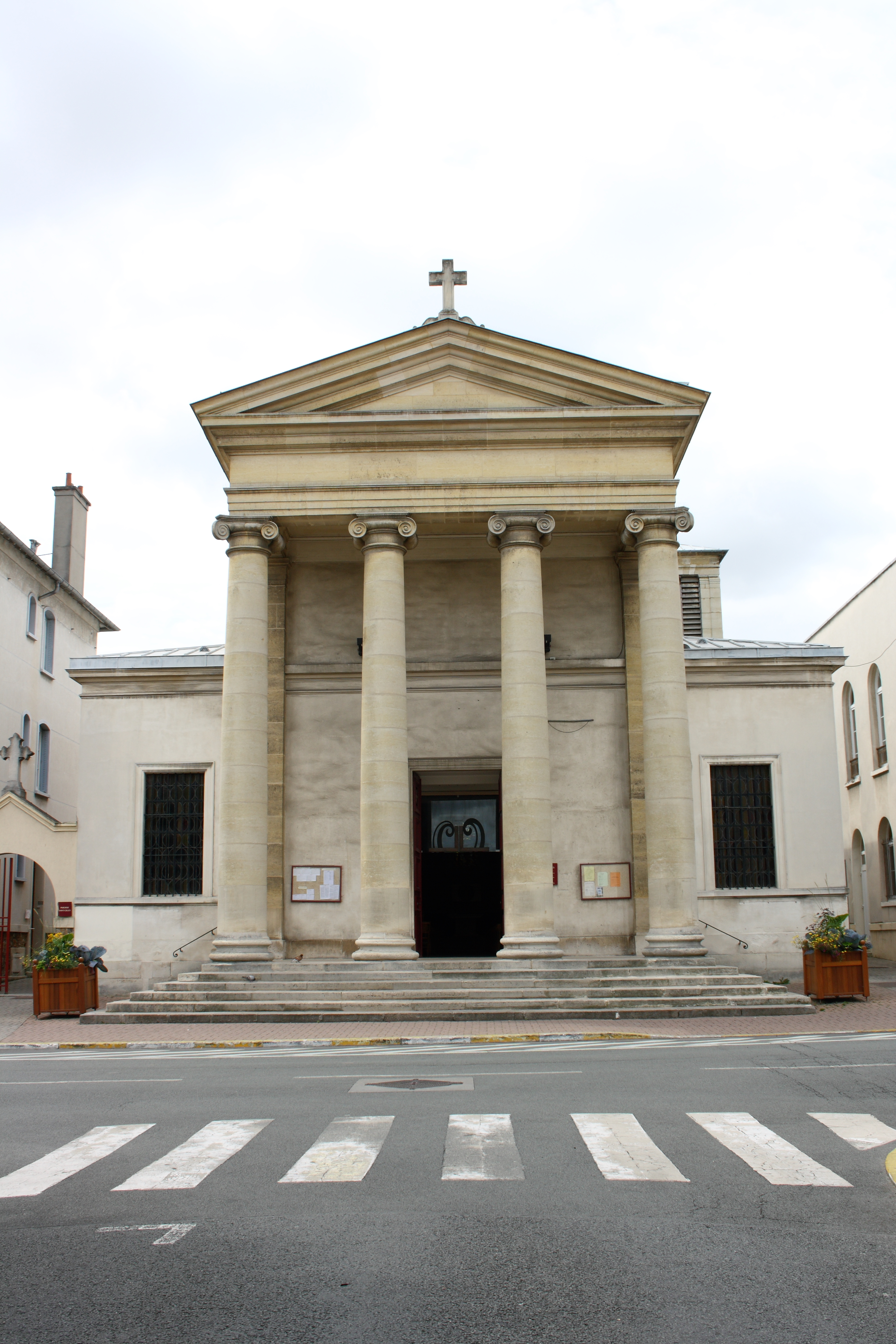
Église Saint-Gilles.
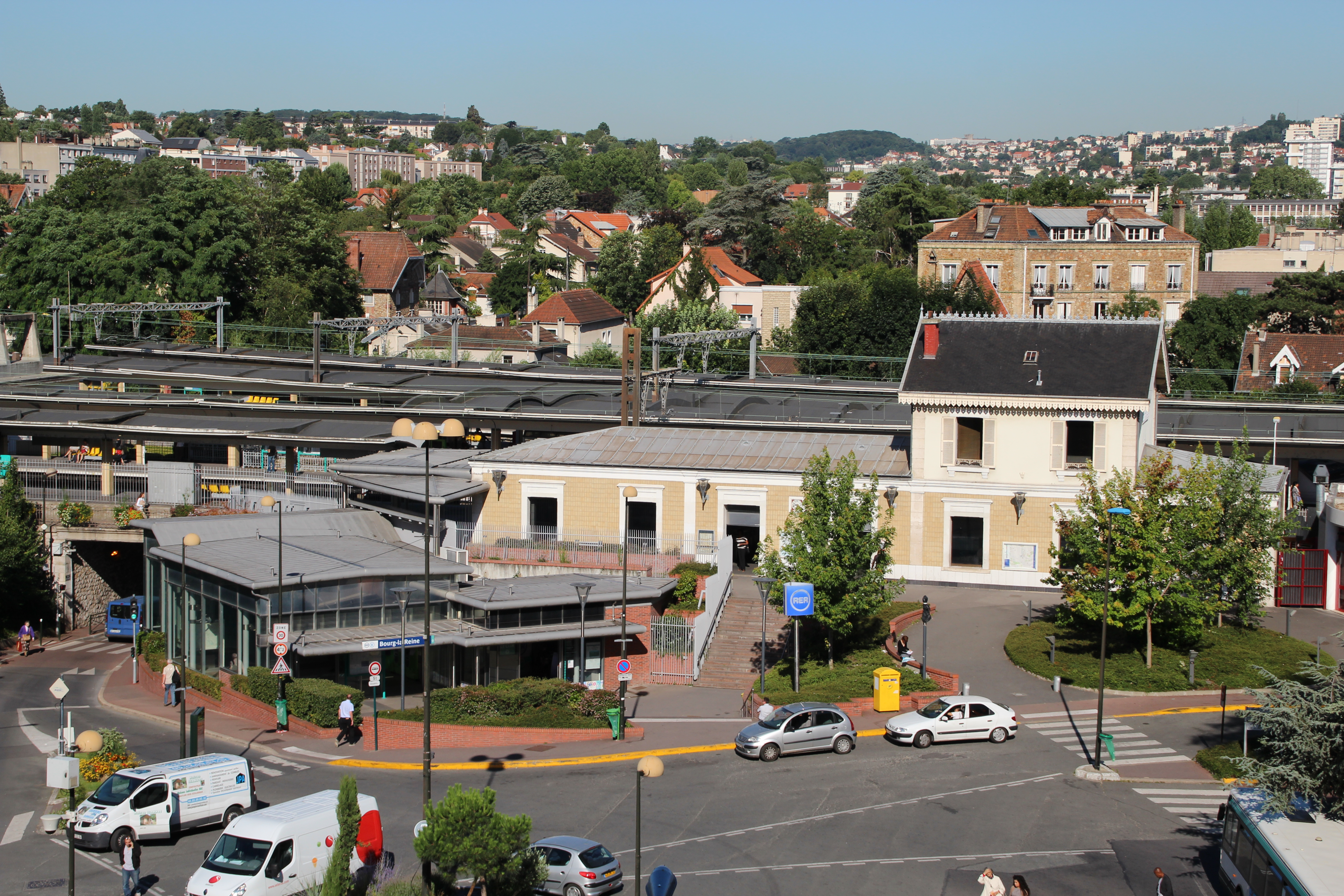
RER Bourg-la-Reine.
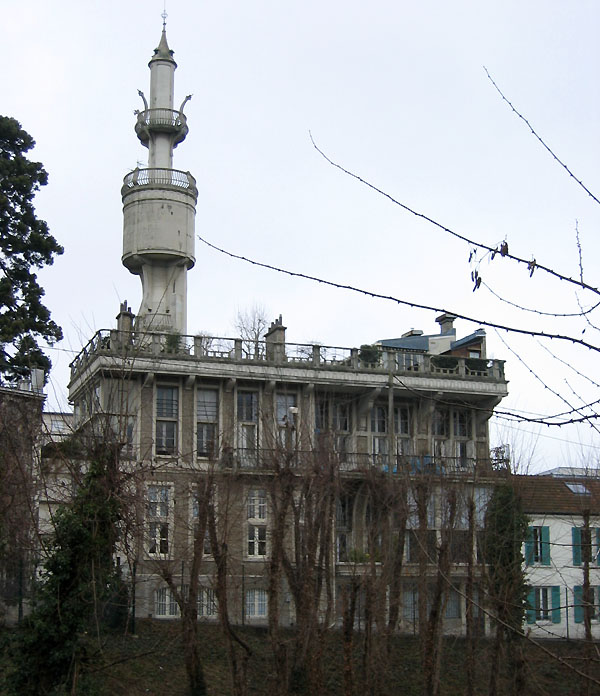
Villa Hennebique (1901-1903).
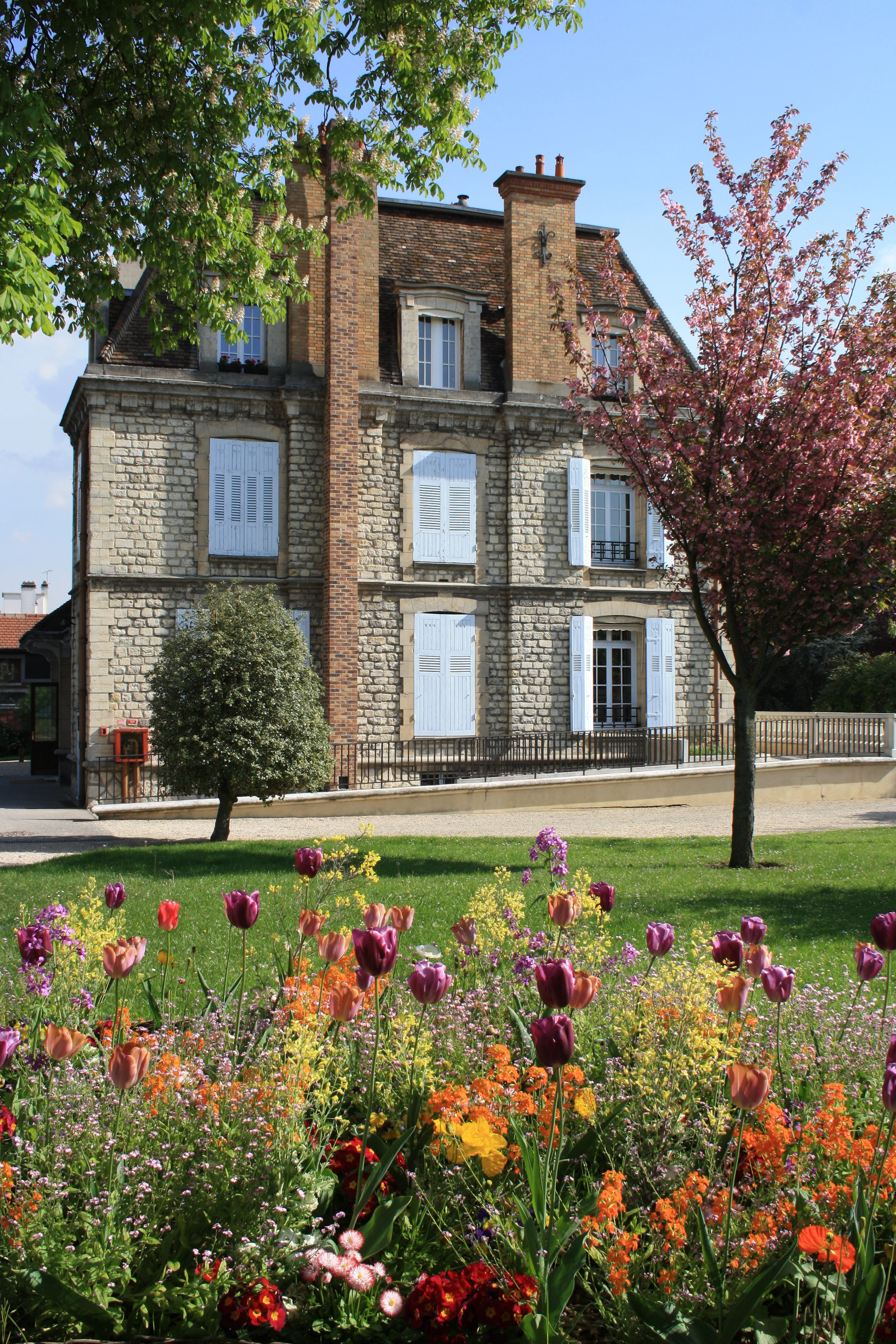
Villa Saint Cyr.

## Demografía
| 749 | 719 | 822 | 658 | 1 435 | 1 076 | 1 482 | 1 484 | 1 676 | 1 920 | 2 269 | 2 186 | 2 523 | 2 741 | 2 954 | 3 009 | 3 649 | 4 181 | 4 537 | 5 011 | 6 038 | 7 346 | 8 946 | 9 838 | 10 244 | 11 708 | 17 694 | 18 711 | 18 221 | 18 070 | 18 499 | 18 251 | 19 615 |
| Para los censos de 1962 a 1999 la población legal corresponde a la población sin duplicidades (Fuente: INSEE [Consultar]) |     |     |     |       |       |       |       |       |       |       |       |       |       |       |       |       |       |       |       |       |       |       |       |        |        |        |        |        |        |        |        |        |